# Villa Bracale
La Villa Bracale è una villa storica di Napoli, situata nel quartiere di Posillipo.
La villa venne costruita nel 1878. Si presenta come un'essenziale architettura neoclassica di tre piani, costruita su un suolo impervio e dotata di due logge laterali simmetriche. Si accede ad essa da via Posillipo, ma affaccia sulla piccola baia di San Pietro ai due Frati.
Nel 1897 vi alloggiò Oscar Wilde, ospitato dal proprietario Gaetano del Giudice. Il grande letterato irlandese in quell'anno si trovava in vacanza a Napoli, dopo aver scontato una condanna di due anni di lavori forzati nel carcere di Reading per omosessualità. Proprio in questa dimora intraprese la scrittura della celebre ballata su questa traumatica esperienza della sua vita.
Attualmente la villa è adibita a condominio.